# Страхота, Франц
Франц Якоб Маттиас Страхота (нем. Franz Jakob Matthias Strachota, 14 октября 1918 — 14 апреля 2009) — австрийский хоккеист (хоккей на траве), нападающий.

## Биография
Франц Страхота родился 14 октября 1918 года.
В 1948 году вошёл в состав сборной Австрии по хоккею на траве на Олимпийских играх в Лондоне, поделившей 7-9-е места. Играл на позиции нападающего, провёл 2 матча, мячей не забивал.
В 1952 году вошёл в состав сборной Австрии по хоккею на траве на Олимпийских играх в Хельсинки, поделившей 7-8-е места. Играл на позиции нападающего, провёл 4 матч, забил (по имеющимся данным) 1 мяч в ворота сборной Швейцарии.
Умер 14 апреля 2009 года.